# Liestal (stad)
Liestal (vroeger Lihstal geheten) is de hoofdstad van het Zwitsers kanton Basel-Landschaft. De stad ligt 17 km zuidoostelijk van Bazel, telt ca. 14.500 inwoners (2020), is 1821 hectare groot en ligt op een hoogte van gemiddeld 325 meter.
Ongeveer 3900 inwoners waren in 2017 van buitenlandse afkomst ofwel 27% van de lokale bevolking.
De partnersteden van Liestal zijn Onex in kanton Genève, Waldkirch uit Duitsland en Sacramento uit Californië, USA.
In 1189 werd de stad als Listhal de eerste keer in de literatuur genoemd.
Bezienswaardigheden zijn, onder andere, de oude korenbeurs en weeshuis, het dichter- en stadmuseum, het Orgel- und Harmonium-Museum, de karakteristieke stadspoort en het raadhuis.
Er zijn goede spoor- en busverbindingen met Basel en de omliggende gemeenten. Het stationsgebied ondergaat vanaf 2022 een grote renovatie met o.a. een nieuw stationsgebouw met winkels en woningen. Liestal is voorts een geliefd wandelgebied.

## Economie
In Liestal bevindt zich de hoofdzetel van de in 1864 opgerichte Kantonnale Bank van Basel-Landschaft.

## Politiek
De gemeenteraad (Einwohnerrat) in Liestal telt 40 zetels. Sinds de laatste gemeenteraadsverkiezingen van februari 2020 zijn SP (socialisten), FDP (liberalen) en Groenen ieder met 9 zetels de grootste partij.

## Geboren
- Carl Spitteler (1845-1924), schrijver en Nobelprijswinnaar (1919)
- Adrian Knup (1968), voetballer
- Martin Feigenwinter (1970), schaatser
- David Degen (1983), voetballer

## Externe links

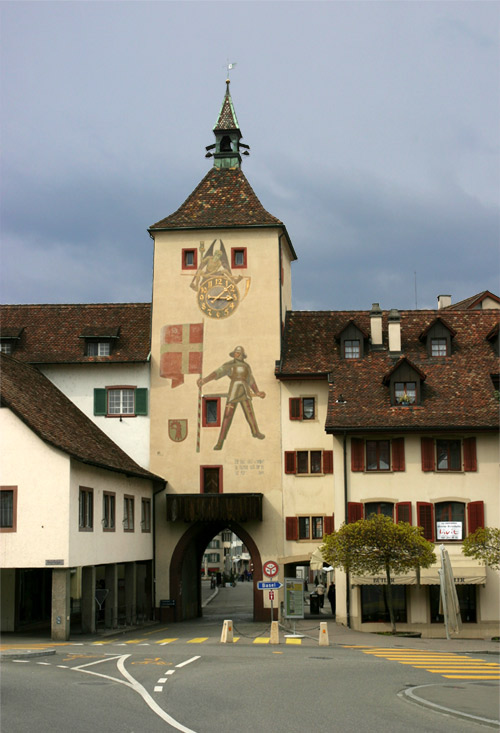
Liestal Törli, 2004